# Генералисимус Совјетског Савеза
Генералисимус Совјетског Савеза (рус. Генералиссимус Советского Союза) било је највише лично војно звање у Совјетском Савезу.
Уведен је указом Президијума Врховног совјета 26. јуна 1945. и следећег дана, 27. јуна, додељује се Стаљину. Године 1945, на предлог на Политбироа КПСС, Стаљин у знак сећања на изузетне заслуге у Великом отаџбинском рату је добио назив генералисимус Совјетског Савеза. Према мемоарима савременика, о питању додељивања звања генералисимус било речи неколико пута, али Стаљин је увек одбијао предлог. И само након интервенције маршала Рокосовског, када је рекао: „Друже Стаљине, ти и ја маршал — маршала, не може казнити!“ Стаљин је дао сагласност.
Униформа генералисимуса је направљена искључиво за Стаљина, али он никада званично није дао одобрење да се она покаже у јавности, а после његове смрти није било више потребе за њом тако да се униформа генералисимуса Совјетског Савеза чува у музеју Великог отаџбинског рата у Москви.
У ствари, генералисимус Стаљин је носио специфичну униформу. Еполете на униформи указивале су да је он маршал Совјетског Савеза, али та униформа ни на који начин није личила на стандардне униформе маршала Совјетског Савеза. Према речима његових сарадника Стаљин је зажалио што је икада пристао да му се додели звање генералисимус и наставио је да га и даље сви сматрају маршалом.
После Стаљинове смрти титула генералисимус Совјетског Савеза није више додељивана, али је то звање је остало у статутима до краја совјетске ере.
У ово унапређење су предлагани Никита Хрушчов („за изузетне услуге у земљи и јачање оружаних снага СССР“) и Леонид Брежњев („за мир, за његов допринос светској политици и за изузетног борца“). Званична комисија за доделу звања је одбила оба предлога.
Године 1993, титула генералисимус Совјетског Савеза формално је укинута.